# Тахос
Тахос — давньоєгипетський фараон з XXX династії.

## Життєпис
Був двоюрідним братом Нектанеба II і сином Нектанеба I.
Будучи людиною енергійною, але самовпевненою, ставив перед собою мету перейти у наступ і захопити Сирію та Палестину, які були готові виступити проти Артаксеркса II. Для здійснення своїх планів Тахос спорядив великий флот і сильну армію, потім звернувся до Спарти й Афін з проханням надати йому найманців. 360 до н. е. до Єгипту разом з гоплітами, яких найняли за кошти фараона, прибув і старий спартанський цар Агесілай II. Того ж року на службу до Тахоса прийшов афінянин Хабрій зі своїми найманцями. Разом у розпорядженні Тахоса було 80 тис. єгипетських воїнів, 10 тис. афінських найманців і 1000 спартанських гоплітів. Флот складався зі 120 трієр, на допомогу яким прибуло ще 50 кораблів, відряджених повсталими сатрапами Малої Азії.
Утім невдовзі Тахос почав відчувати гостру нестачу грошей, щоб сплачувати величезній кількості найманців. Тоді фараон провів важливі економічні реформи. Він змусив жерців передати державі золото і срібло, що належало храмам, як позику й затвердив тільки десяту частину традиційних державних поставок храмам. Окрім того, у країні все, до будівництва нових будинків, було обкладено податками, було запроваджено мито на ввезення та вивезення товарів. Населення змусили здати весь запас золота в рахунок майбутніх натуральних податків.
Завершивши реформу, Тахос доручив правління Єгиптом своєму брату, і вторгся до Сирії, але поки фараон вів успішну наступальну війну в Сирії, єгиптяни повстали проти нього. Народ був невдоволений важкими податками, а жерці не бажали змиритись з конфіскацією частини храмового майеа. Повстання очолив родич фараона, якого також звали Тахос. Коли повстання спалахнуло, той Тахос викликав з Сирії свого сина Нектанеба — одного з командирів єгипетської армії. Повстанці проголосили Нектанеба фараоном. Тахос, якого покинули всі, втік до перського царя до Суз, де прожив останні роки свого життя.